# Gondbal, Koppal
Gondbal là một làng thuộc tehsil Koppal, huyện Koppal, bang Karnataka, Ấn Độ.